# إفولوشن
إفولوشن أيه بي هي شركة سويدية متخصصة في تكنولوجيا الألعاب ومقرها في ستوكهولم .   وهي تقوم بتطوير وترخيص برمجيات الكازينو المباشر بي2بي لمشغلي الكازينو عبر الإنترنت. 

## ألعاب
تشتهر شركة إفولوشن أيه بي بتطوير ألعاب الإنترنت مثل بالون ريس و لايتنينج ستورم .  واحدة من أكثر ألعاب إفولوشن نجاحًا هي لايتنينج روليت التي تم إطلاقها في عام 2018. إنها لعبة كازينو حية تجمع بين عجلة الروليت الأوروبية ومضاعفات يتم إنشاؤها عشوائيًا تعمل على زيادة المدفوعات على الرهانات المحددة. 